# 2009年1月英國

## 1月31日
- 全國各地的能源工人工潮仍未完結，輿論及有國會議員促請政府儘快介入事件調停。BBC （页面存档备份，存于）
- 中國總理溫家寶即將訪英三日，外交部文件表示加強中英關係和合作將是英政府對華政策的首要目標。BBC （页面存档备份，存于）

## 1月30日
- 林肯郡有煉油廠職工不滿資方引入意大利外勞而發動罷工，罷工已進入第三日，並引發全國17處地方逾2,000名工人加入聲援，要求將「英國工作如給予英國人」。泰晤士報[]、BBC （页面存档备份，存于）
- 日本本田汽車因業務不景而開始關閉位於斯維頓（Swindon）的廠房四個月，2,500名員工在首兩個月只獲發底薪，隨後兩個月更只獲底薪的60%。BBC （页面存档备份，存于）

## 1月29日
- 政府正式宣佈，向36,000名於1997年以前在香港服役的踞喀兵賦予英國公民身份。泰晤士報[]
- 下院公共帳目委員會警告英國面對嚴重的文盲率問題，以2007年的GCSE為例，全國有51,000名離校生未能在數學科取得D至G級，同時也有39,000名離校生在英文科沒有考得G級。BBC （页面存档备份，存于）

## 1月28日
- 下議院以17票之微通過政府在希思羅機場擴建第三條跑道的計劃。BBC （页面存档备份，存于）
- 國際貨幣基金會將英國本年經濟的衰退率由原本的1.3%進一步上調至2.8%。BBC （页面存档备份，存于）

## 1月27日
- 資訊審裁處裁定內閣要公開2003年3月兩份有關時任首相貝理雅與閣揆商討入侵伊拉克的會議記錄。
- 商業大臣文德森勳爵在上院公佈向汽車業提供23億英鎊的貸款計劃。

## 1月26日
- 《星期日泰晤士報》記者公開一段聲帶，入面有一名上院貴族聲稱收受私人公司大筆金錢，以作為提出修訂法案的籌金。聲帶中的工黨籍貴族及另一名牽連的貴族隨後在上院發言否認受賄指控。BBC （页面存档备份，存于）、泰晤士報[]
- 英揆白高敦警告國人面對經濟困局勿懷悲觀心態。BBC （页面存档备份，存于）

## 1月25日
- 上議院爆出貪污醜聞，四名工黨貴族被指準備收受賄款以支持一項法案修訂。上院領袖羅卓雅女男爵表示會徹查事件，但自由民主黨則要求警方介入調查。泰晤士報[]、BBC （页面存档备份，存于）
- 英國文化協會遺失一隻載有約2,000名員工個人敏感資料的光碟，協會方面表示光碟是經由TNT貨運付運時遺失，並指光碟已經加密，一般人不能直接查閱內容。BBC （页面存档备份，存于）

## 1月24日
- 英揆白高敦表示已經在星期二與美國新任總統奧巴馬通電話，討論過經濟及中東局勢等議題。奧巴馬將於4月到英國出席G20峰會，屆時將會與白高敦會面。BBC （页面存档备份，存于）
- BBC拒絕播出一個由慈善團體製作有關加沙人道危機的宣傳廣告，被輿論批評。BBC回應指有關決定是考慮到要保持電視台在事件上的中立性。BBC （页面存档备份，存于）

## 1月23日
- 早前被控在酒吧傷人的利物浦足球會隊長謝拉特到默西賽德郡的北塞夫頓裁判法院應訊，他否認控罪，裁判官將案件押後至3月20日繼續審理。BBC （页面存档备份，存于）
- 財相戴理德承認經濟衰退的情況比政府早前預期的嚴重，他表示政府要以更多時間應對經濟逆境。泰晤士報[]

## 1月22日
- 早前獲警方撤銷隱瞞政治捐獻控罪的前內閣大臣韓培德，再被下院標準及特權專責委員會追究及譴責，韓培德表示願意再於下院公開就事件道歉。BBC （页面存档备份，存于）
- 下院領袖夏雅雯表示，下院議員自2004年以來的開支票據將會透過資訊自由法案向公眾公開。BBC （页面存档备份，存于）
- 據政府數據顯示，英格蘭及威爾斯去年的家居爆竊及持刀罪案數字皆有上升，其中家居爆竊數字上升4%，是七年以來最大升幅。BBC （页面存档备份，存于）

## 1月21日
- 下議院公共行政委員會召開會議，會上議員要求上議院的貴族提名選拔程序應該更具透明度。BBC （页面存档备份，存于）
- 官方最新公佈的數字顯示，英國9月至11月的失業人數上升131,000，總人數突破192萬，是自1997年9月以來最高水平。BBC （页面存档备份，存于）

## 1月20日
- 市場擔心新一輪挽救銀行方案會進一步加重政府負債，連帶拖累英鎊匯價下跌，兌美元報1.40，是七年半以來最低。泰晤士報[]
- 反映通漲的消費者物價指數由11月的4.1%急跌至12月的3.1%。BBC （页面存档备份，存于）
- 美國首位黑人總統奧巴馬正式宣誓就任，英國各地亦有多處慶祝活動。BBC （页面存档备份，存于）
- 英揆白高敦表示會與美國首位黑人總統奧巴馬緊密通力合作。BBC （页面存档备份，存于）

## 1月19日
- 英揆白高敦公佈新一輪救助銀行方案，英倫銀行最多可動用500億英鎊購買市場上的不良資產，另外政府在蘇格蘭皇家銀行的持股量會由現時的58%進一步增持至接近70%。BBC （页面存档备份，存于）
- 保守黨黨魁甘民樂改組影子內閣，其中前財相祈淦禮獲邀出任影子商業大臣。BBC （页面存档备份，存于）

## 1月18日
- 據安永預測，英國失業人數到2010年尾可能會上升至325萬，到2011年更有機會上升至340萬。BBC （页面存档备份，存于）
- 英揆白高敦準備公佈新一輪援助銀行計劃，以希望銀行重新進行貸款活動。BBC （页面存档备份，存于）

## 1月17日
- 外相文禮彬對以色列單方面向加沙停火表示歡迎。BBC （页面存档备份，存于）
- 英國各地受狂風暴雨吹襲，一名女子在北愛爾蘭唐郡駕車時被吹倒的大樹壓死。BBC （页面存档备份，存于）、BBC （页面存档备份，存于）

## 1月16日
- 英揆白高敦前往倫敦東部巡視正在興建中的奧運村，他相信2012年倫敦奧運將會創造大量就業，並有信心在2012年以前創造30,000個職位空缺。BBC （页面存档备份，存于）
- 歌手Boy George涉嫌非法禁錮男侍從一案，今被法官裁定罪成，判監15個月。BBC （页面存档备份，存于）

## 1月15日
- 運輸大臣禤智輝在下院宣佈政府批准在希思羅機場興建第三條跑道。BBC （页面存档备份，存于）
- 禤智輝在宣佈決定時，工黨籍海斯及希思羅選區議員約翰·麥克唐納衝出議事廳，並奪去英皇權杖，以示不滿。麥克唐納隨後被主持會議的副議長禁制出席下院會議五日。泰晤士報[]、BBC （页面存档备份，存于）

## 1月14日
- 巴克萊銀行宣佈計劃裁減員工4,200名，預料英國失業率會因此進一步惡化。泰晤士報[]
- 兩名英航地勤員工涉嫌在倫敦希思羅機場刑事毀壞一架客機，被警方拘捕。BBC （页面存档备份，存于）

## 1月13日
- 多項數據發表表示英國經濟正陷於嚴重衰退，有報告顯示剛過去的12月是英國零售業市道14年來最差的一個12月。BBC （页面存档备份，存于）
- 數據顯示，儘管英鎊持續疲弱，但英國貿易逆差仍升上破紀錄水平，逆差額由10月的76億鎊增至11月的83億鎊，其中出口額下跌6%，總值只有198億鎊。泰晤士報 （页面存档备份，存于）
- 有消息指政府現正著手推出200億英鎊貸款計劃，向有需要的中小企渡過經濟寒冬。BBC （页面存档备份，存于）

## 1月12日
- 英揆白高敦表示相信公眾會原諒哈里王子以具種族歧視含意的名稱稱呼同僚一事，而哈里王子亦已透過聖詹姆士宮發表聲明道歉。泰晤士報[]
- 英揆白高敦推出5億英鎊方案協助長期失業人士就業，但同日多間公司公佈計劃裁員，涉及3,200人。泰晤士報[]

## 1月11日
- 正在軍中服役的哈里王子被指將一名巴基斯坦裔同僚稱為具種族歧視含意的「巴基佬」（Paki），遭穆斯林領袖譴責，軍方已就事件展開調查。BBC （页面存档备份，存于）
- 國防部證實，再有皇家海軍陸戰隊成員在阿富汗遇上炸彈襲擊，一人死亡。泰晤士報 （页面存档备份，存于）

## 1月10日
- 網球手安迪·梅利在杜拜舉行的卡塔爾公開賽中擊敗美國對手安迪·羅迪克，贏得單打冠軍。泰晤士報[]
- 倫敦有大約50,000人上街遊行，要求加沙地區立即停火。不過中東和平特使貝理雅在遊行前表示英國的穆斯林不應借事件作出激進行動。BBC （页面存档备份，存于）、BBC （页面存档备份，存于）

## 1月9日
- 伍斯特郡一所郵政局於早上約八時被三名劫匪持械行劫，局內一名員工中槍身亡，另一名則腳部中槍受傷。三名劫匪隨後登上一輛早前偷來的銀色福士甲蟲車逃去無蹤。警方現正著手調查。泰晤士報[]、BBC （页面存档备份，存于）
- 商業大臣文德森勳爵表示政府不會大灑金錢地挽救英國汽車工業，但會協助他們進行融資。BBC （页面存档备份，存于）

## 1月8日
- 財相戴理德接受訪問時否認政府計劃印發鈔票以吹谷經濟。BBC （页面存档备份，存于）
- 英倫銀行宣佈將利率由2%下調至1.5%，是該行自1694年創辦以來的最低水平。BBC （页面存档备份，存于）

## 1月7日
- 英國廣泛地區普遍天氣寒冷，最低錄得攝氏零下12度，部份地區學校停課，倫敦特拉法加廣場的噴泉結冰。泰晤士報[]
- 馬莎百貨正式宣佈關閉本土25間食品市場，另外關閉兩間百貨公司，合共大約裁減1,230名員工。BBC （页面存档备份，存于）

## 1月6日
- BBC證實，擁有70,000名員工的馬莎百貨將宣佈裁減超過1,000人。BBC （页面存档备份，存于）
- 數據顯示英國2008年整體樓價全年共下跌15.9%。泰晤士報[]

## 1月5日
- 老牌瓷器及水晶生產商瓦德福瑋致活（Waterford Wedgwood）因資不抵債而被接管，資方表示有信心尋求新的買家避免倒閉。BBC （页面存档备份，存于）
- 英格蘭林肯郡發生嚴重交通意外，一輛私家車與客貨車發生碰撞後停在平交道上，再遭一列駛經的火車嚴重撞毀，私家車上30歲女司機死亡。BBC （页面存档备份，存于）

## 1月4日
- 英格蘭屈福特的火車架空電纜在下午時分被發生故障，來往倫敦尤斯頓與米爾頓凱恩斯的列車服務暫停，多班列車嚴重延誤。BBC （页面存档备份，存于）
- 英揆白高敦在接受專訪時承認，英國經濟在未來衰退的情況將比早前預期的嚴峻，他表示其經濟政策成功與否有賴國際間的通力合作。泰晤士報[]

## 1月3日
- 倫敦有約10,000上街示威抗議以色列襲擊加沙，曼徹斯特也有2,000人遊行，另外格拉斯哥、愛丁堡及樸次茅斯等地也有同類遊行。BBC （页面存档备份，存于）
- 消息指財相戴理德不排除要進向銀行進行第二輪注資。泰晤士報 （页面存档备份，存于）

## 1月2日
- 國防部證實，元旦日一名英軍在阿富汗南部遇炸彈襲擊身亡。BBC （页面存档备份，存于）
- 外交部表示關塔那摩灣拘留營將會關閉，但現階段仍要與歐洲多國商討被拘留人士的安置問題，當局不排除會有關塔那摩灣的拘留人士轉移到英國監獄。BBC （页面存档备份，存于）

## 1月1日
- 全國的火車公司準備在明天開始縮減非繁忙時間搭乘優惠，部份火車票價變相上調超過一倍。泰晤士報[]
- BBC進行電話訪問發現，雖然英鎊持續疲弱，但仍有71%受訪者反對英國加入歐元區，不少受訪者認為英鎊是英國主權象徵的重要部份。BBC （页面存档备份，存于）

| 依月份排列新聞動態 |
| \| - 2014年英國：1月 - 2月 - 3月 - 4月 - 5月 - 6月 - 7月 - 8月 - 9月 - 10月 - 11月 - 12月 - 2013年英國：1月 - 2月 - 3月 - 4月 - 5月 - 6月 - 7月 - 8月 - 9月 - 10月 - 11月 - 12月 - 2012年英國：1月 - 2月 - 3月 - 4月 - 5月 - 6月 - 7月 - 8月 - 9月 - 10月 - 11月 - 12月 - 2011年英國：1月 - 2月 - 3月 - 4月 - 5月 - 6月 - 7月 - 8月 - 9月 - 10月 - 11月 - 12月 - 2010年英國：1月 - 2月 - 3月 - 4月 - 5月 - 6月 - 7月 - 8月 - 9月 - 10月 - 11月 - 12月 - 2009年英國：1月 - 2月 - 3月 - 4月 - 5月 - 6月 - 7月 - 8月 - 9月 - 10月 - 11月 - 12月 - 2008年英國：1月 - 2月 - 3月 - 4月 - 5月 - 6月 - 7月 - 8月 - 9月 - 10月 - 11月 - 12月 檢閱 \| |
| - 2014年英國：1月 - 2月 - 3月 - 4月 - 5月 - 6月 - 7月 - 8月 - 9月 - 10月 - 11月 - 12月 - 2013年英國：1月 - 2月 - 3月 - 4月 - 5月 - 6月 - 7月 - 8月 - 9月 - 10月 - 11月 - 12月 - 2012年英國：1月 - 2月 - 3月 - 4月 - 5月 - 6月 - 7月 - 8月 - 9月 - 10月 - 11月 - 12月 - 2011年英國：1月 - 2月 - 3月 - 4月 - 5月 - 6月 - 7月 - 8月 - 9月 - 10月 - 11月 - 12月 - 2010年英國：1月 - 2月 - 3月 - 4月 - 5月 - 6月 - 7月 - 8月 - 9月 - 10月 - 11月 - 12月 - 2009年英國：1月 - 2月 - 3月 - 4月 - 5月 - 6月 - 7月 - 8月 - 9月 - 10月 - 11月 - 12月 - 2008年英國：1月 - 2月 - 3月 - 4月 - 5月 - 6月 - 7月 - 8月 - 9月 - 10月 - 11月 - 12月 檢閱       |